# Szilvin
A szilvin a kálium-klorid természetben megtalálható ásványi formája. Kristályszerkezete nagyon hasonló a kősóhoz, vagy halithoz (NaCl), vele izomorf. A szilvin színe a színtelentől a fehérig terjed, sárgás vagy vöröses árnyalattal a zárványok miatt. Mohs-keménysége 2,5 sűrűsége 1,99 g/cm³. Törésmutatója 1,4903. Íze sós, érezhetően kesernyés mellékízzel.
A szilvin azon sókőzetek közt van, melyek utolsóként csapódnak le az oldatból, ezért csak kifejezetten száraz, sós területen található meg. Elsődlegesen mint kálium tartalmú műtrágyát használják fel. Az élelmiszeripar zselésítő anyagként és hordozó adalékként alkalmazza. Élelmiszeradalékként kódja E 508. Felhasználja még a vegyipar és gyógyszeripar is. Egyes országokban a halálraítélteknek méreginjekció formájában adják be.

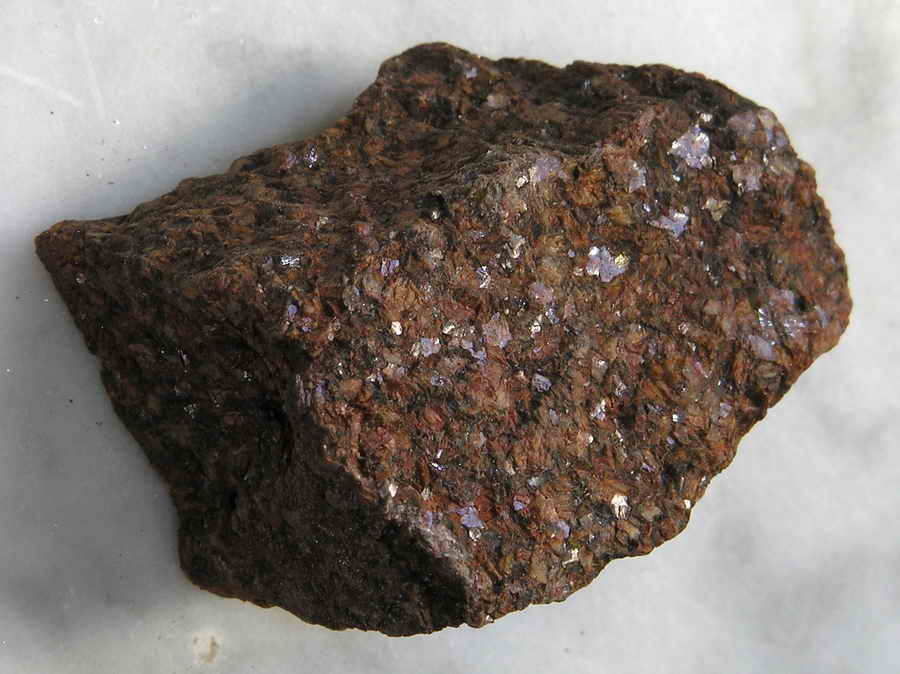
Szilvin

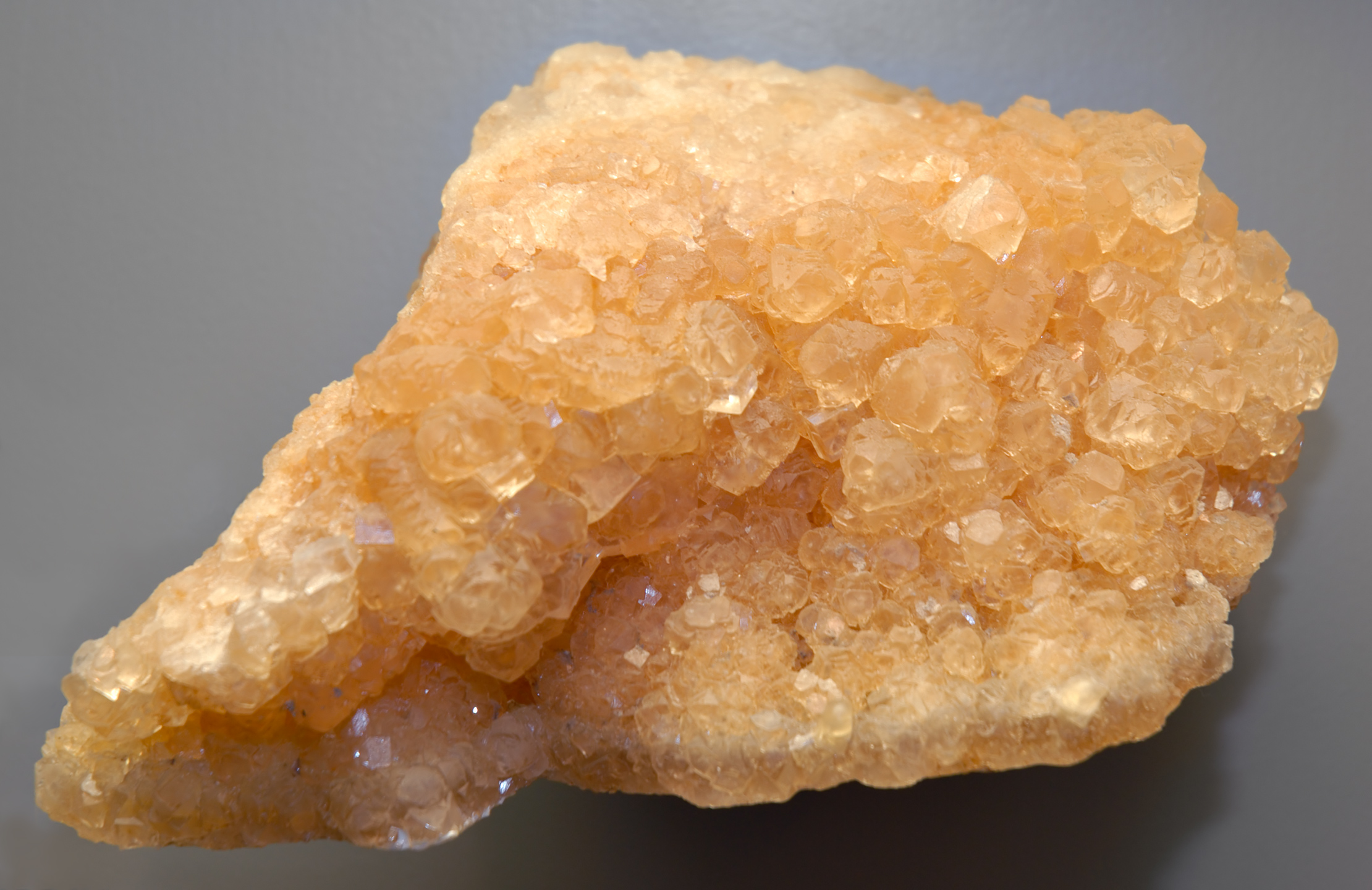
Szilvin Németországból

A szilvint elsőként 1832-ben azonosították a Vezúvnál és a holland kémikusról, François Sylvius de le Boe-ról (1614-1672) kapta a nevét. Legnagyobb lelőhelye Saskatchewan-ban, Kanadában van.